# Miroslav Fencl
Miroslav Fencl (ur. 5 czerwca 1983) – czeski żużlowiec.

## Życiorys
Srebrny medalista mistrzostw Czech juniorów do 19 lat (1999). Pięciokrotny medalista mistrzostw Czech juniorów: dwukrotnie złoty (2001, 2004), dwukrotnie srebrny (2002, 2003) oraz brązowy (2000). 
Czterokrotny finalista indywidualnych mistrzostw Europy juniorów (1999 – XV miejsce, 2000 – V miejsce, 2001 – XIV miejsce, 2002 – XV miejsce). Finalista indywidualnych mistrzostw świata juniorów (Peterborough 2001 – XVI miejsce).
Startował w polskiej lidze, w barwach klubów Kolejarz Opole (2003) oraz GTŻ Grudziądz (2006).